# اگلینگ
اگلینگ (به آلمانی: Egling) یک شهر در آلمان است که در بایرن واقع شده‌است.

## خصوصیات
اگلینگ ۷۴٫۰۶ کیلومترمربع مساحت دارد و ۶۰۹ متر بالاتر از سطح دریا واقع شده‌است.